# Thüringenliga
De Thüringenliga (ook genaamd: Verbandsliga Thüringen, voorheen de Landesliga Thüringen) is de hoogste speelklasse van de voetbalbond van de Duitse deelstaat Thüringen. Deze voetbalklasse bevindt zich op het 6e niveau in de Duitse voetbalpyramide. De kampioen promoveert naar de Oberliga Nordost, de 2 laagstgeklasseerden degraderen naar de Landesklasse, die in 3 staffels is verdeeld (Nord, Süd en Ost).

## Kampioenen van de Thüringenliga
| - 1990/91 FV Zeulenroda - 1991/92 SV Funkwerk Kölleda - 1992/93 1. Suhler SV 06 - 1993/94 FC Carl Zeiss Jena II - 1994/95 SC 1903 Weimar - 1995/96 SV 1910 Kahla - 1996/97 SV Jenaer Glas - 1997/98 SSV Erfurt Nord - 1998/99 1. SV Gera - 1999/00 BSV Eintracht Sondershausen - 2000/01 SV Wacker 07 Gotha - 2001/02 VfB 09 Pößneck - 2002/03 SSV Erfurt Nord - 2003/04 ZFC Meuselwitz - 2004/05 FC Rot-Weiß Erfurt II | - 2005/06 FC Carl Zeiss Jena II - 2006/07 1. FC Gera 03 - 2007/08 FC Rot-Weiß Erfurt II - 2008/09 SV Schott Jena - 2009/10 BSV Eintracht Sondershausen - 2010/11 1. FC Gera 03 - 2011/12 FSV Wacker 90 Nordhausen - 2012/13 SV Schott Jena - 2013/14 FC Eisenach - 2014/15 FSV Wacker 90 Nordhausen II - 2015/16 FC Blau-Weiß Dachwig/Döllstädt - 2016/17 FSV Wacker 90 Nordhausen II - 2017/18 FSV Wacker 90 Nordhausen II - 2018/19 FSV Martinroda - 2019/20 FC An der Fahner Höhe | - 2020/21 SV 09 Arnstadt - 2021/22 FC Thüringen Weida - 2022/23 SV 09 Arnstadt - 2023/24 FC an der Fahner Höhe - 2024/25 1. SC 1911 Heiligenstadt |

SV 09 Arnstadt ·
SV Blau-Weiß Büßleben
SV BW 91 Bad Frankenhausen ·
SV Borsch 1925 ·
FSV Preußen Bad Langensalza · 
1. FC Eichsfeld ·
FC an der Fahner Höhe ·
TSV Gera Westvororte ·
BSG Wismut Gera ·
SpVgg Geratal · 
SV Schott Jena · 
SV Blau-Weiß 90 Neustadt/Orla ·
FSV Wacker 90 Nordhausen ·
FC Saalfeld ·
FSV Schleiz ·
FC Thüringen Weida
Baden ·
Bayern ·
Berlin ·
Bremen ·
Brandenburg ·
Hamburg ·
Verbandsliga Hessen ·
Mecklenburg-Vorpommern ·
Niederrhein ·
Niedersachsen ·
Mittelrhein ·
Rheinlandliga ·
Saarlandliga ·
Sachsen ·
Sachsen-Anhalt ·
Schleswig-Holstein ·
Südwest ·
Südbaden ·
Thüringen ·
Westfalen ·
Württemberg